# José Rafael Botelho
José Rafael Santos Nunes Botelho (São Sebastião da Pedreira, Lisboa, 13 de Março de 1923) é um arquiteto e urbanista português.
Pertence à 3.ª geração de arquitetos modernistas portugueses, a par de Manuel Tainha, Fernando Távora ou Nuno Teotónio Pereira.
Arquiteto pela Escola de Belas Artes de Lisboa e com sólida formação internacional em urbanismo, Botelho tem realizado uma obra multifacetada que abarca ambas as áreas. Entre as décadas de 1950 e 1970 teve ação particularmente marcante na área do planeamento, sendo responsável por trabalhos de referência como o Plano de Olivais Sul (1961), o Plano Diretor do Parque Nacional da Península de Setúbal (1963) ou o Plano Diretor da cidade do Funchal (1969).

## Biografia / Obra

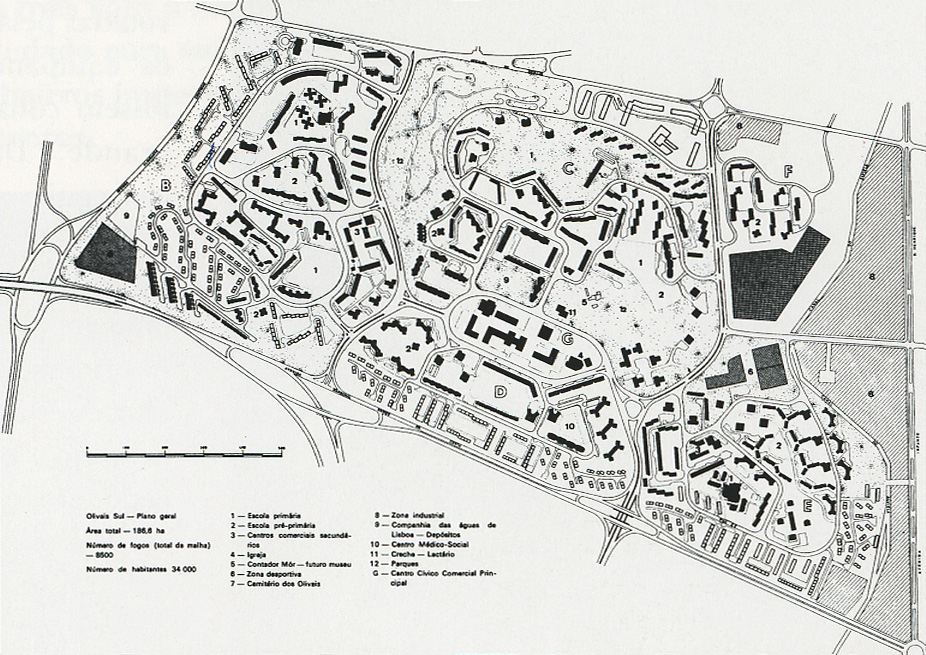
Plano de Olivais Sul, 1961

Nasceu na freguesia de São Sebastião da Pedreira, em Lisboa. É filho do pintor Carlos Botelho e da professora primária Beatriz dos Santos Botelho, natural de Lisboa (freguesia de São Sebastião da Pedreira).
A 20 de dezembro de 1947, casou civilmente em Lisboa com Maria Leonor Tasso de Figueiredo Faro Viana (Portimão, Portimão, c. 1926 – Lisboa, 17 de junho de 2011), filha do empregado bancário Adriano de Faro Viana, natural do Porto (freguesia de Santo Ildefonso), e de Maria Helena Tasso de Figueredo Faro Viana, doméstica, natural de Lisboa (freguesia de São José).
Licenciou-se em arquitetura na Escola de Belas-Artes de Lisboa em 1952.
Entre 1952 e 1954 frequentou o curso de urbanismo no Instituto de Urbanismo da Universidade de Paris (concluído em 1961 com defesa da tese).
Iniciou atividade profissional no ateliê de Keil do Amaral e colaborou no ateliê de Raul Chorão Ramalho.
Venceu o 1.º Prémio do Concurso Lusalite, 1951.
Estagia em Inglaterra como bolseiro do British Council (1956-57), contactando com o planeamento britânico do pós-guerra; visita parques nacionais e cidades novas. Em 1964 faz permanências na Holanda e Inglaterra como bolseiro da Fundação Calouste Gulbenkian, centrando-se uma vez mais nas questões do planeamento, com particular atenção aos problemas do recreio de massa e do turismo.
Entre 1955 e 1961 dirige o Gabinete de Urbanização da Câmara Municipal de Almada; elabora uma Proposta de Criação de um Parque Nacional da Península de Setúbal (colaboração de António Pinto Freitas e Celestino de Castro, entre outros).
Em 1959 ingressa no Gabinete Técnico da Habitação da Câmara Municipal de Lisboa (até 1962); lidera a elaboração do Plano de Olivais Sul, Lisboa (colaboração de Carlos Duarte, António Pinto Freitas, Celestino de Castro e Mário Bruxelas). Este plano assinala um deliberado distanciamento dos princípios da Carta de Atenas. Referenciando-se à sua própria experiência profissional e a novos modelos de planeamento, Botelho optou por um modelo celular, capaz de viabilizar uma maior participação dos autores dos projetos no desenho urbano e encorajando a mistura de tipos e formas de agrupamento ("a diversidade impondo-se à unidade").
Também no GTH, elabora o Plano Base de Chelas, Lisboa (com Francisco Silva Dias, que seria depois coordenador do plano definitivo, e J. Reis Machado).

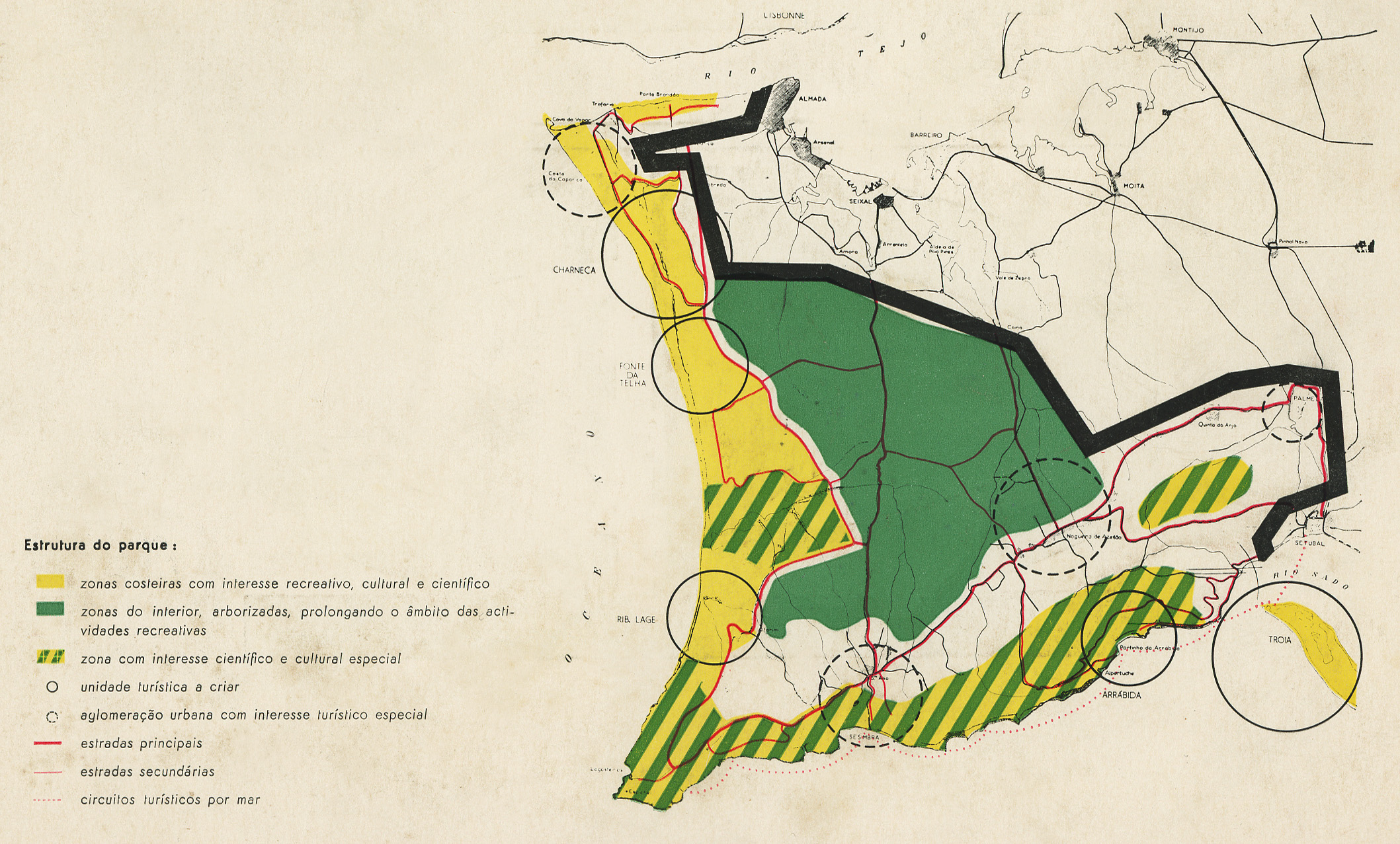
Plano Diretor do Parque Nacional da Península Setúbal, 1964

Em 1961 publica na revista Binário (nº31) um texto intitulado Problemas de recreio e cultura no planeamento, referindo a necessidade de promulgação de uma lei visando a criação de Parques e Reservas Naturais, acautelando a salvaguarda e valorização, a nível nacional, da "conservação da natureza e dos problemas científicos, culturais e recreativos a ela ligados".
À frente de uma equipa multidisciplinar que integrava profissionais da área da arquitetura — António Pinto Freitas e Francisco Silva Dias —, arquitetura paisagista, geologia, silvicultura, climatologia, etc., elabora o Plano Diretor do Parque Nacional da Península de Setúbal (1964) e o Plano de Conservação e Valorização da Zona da Arrábida (1965), dando sequência à anterior Proposta de Criação de um Parque Nacional da Península de Setúbal (nenhum destes planos seria implementado).
Entre 1965 e 1970 realiza o Plano de Urbanização da cidade do Funchal, Madeira (tendo como colaboradores Pitum Keil do Amaral e José Luís Zuquete, entre outros); segundo Victor Mestre, esse plano é considerado uma "referência nacional". Paralelamente, promove e participa ativamente no Colóquio de Urbanismo (Funchal, 1969), onde foram abordadas questões abrangentes de planeamento e aberta a discussão pública em torno do caso concreto do Funchal, "desencadeando um maior interesse e participação coletiva, de técnicos e população em geral".
Entre 1972 e 1974 lidera o Gabinete de Planeamento Territorial do Distrito Autónomo de Ponta Delgada, elaborando a Proposta-base do Plano de Ordenamento Territorial do Distrito Autónomo de Ponta Delgada (colaboração de Pitum Keil do Amaral, Luís Moreira e João Maia Macedo, entre outros). Com o objetivo de criar condições favoráveis a uma "participação pública tão efetiva e operante quanto possível" na elaboração do futuro plano, foi realizada a exposição Bases Preliminares para uma Participação no Planeamento Territorial do Distrito Autónomo de Ponta Delgada, Ponta Delgada, Dezembro de 1973. O processo de planeamento seria interrompido em 1974.

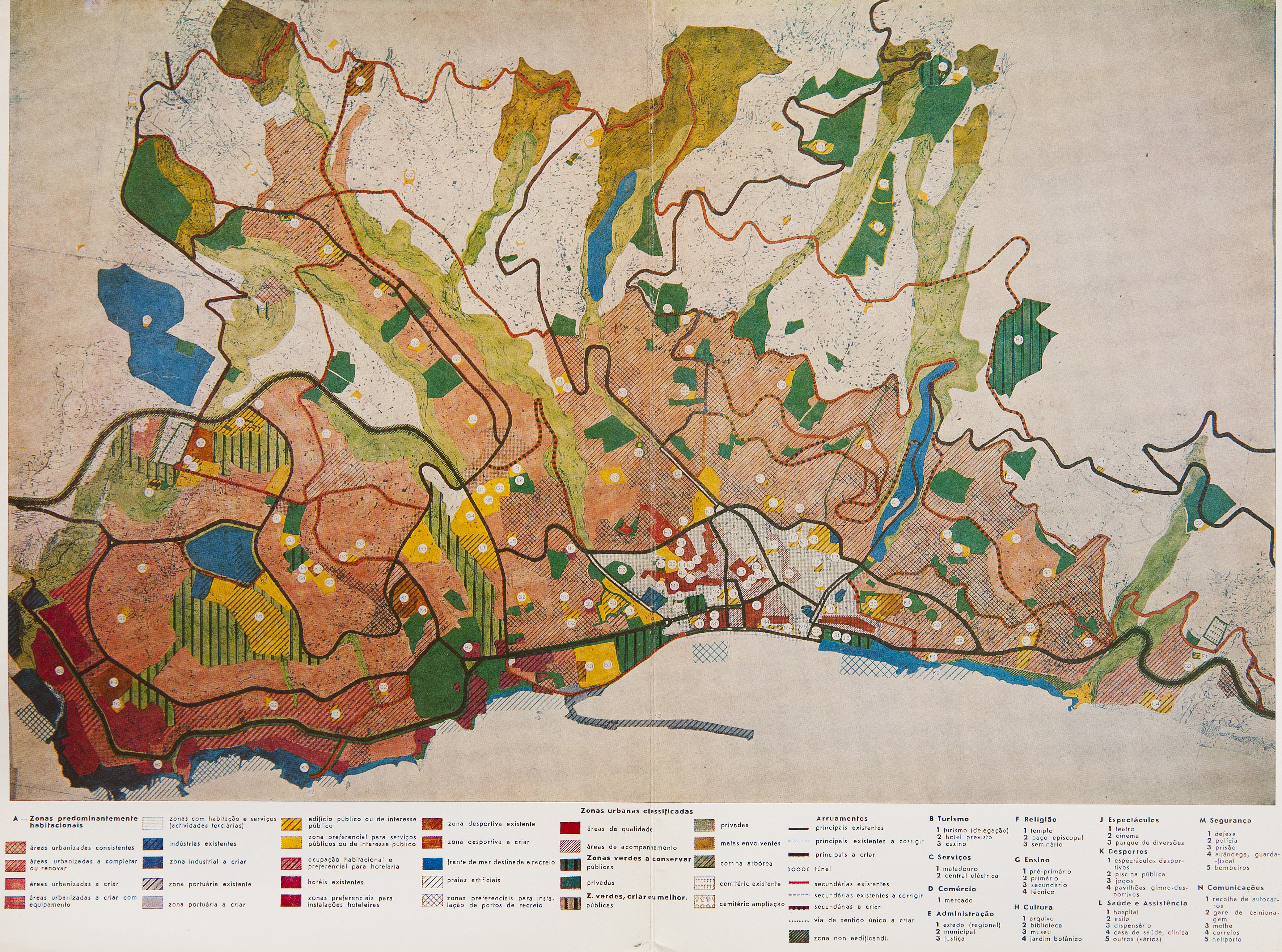
Plano Diretor da Cidade do Funchal, 1969

Na segunda metade da década de 1970 José Rafael Botelho colabora nos serviços do SAAL (Serviço de Apoio Ambulatório Local) e no Ministério da Agricultura; lidera ainda um gabinete de planeamento na Câmara Municipal de Lisboa (1978-80).
A partir do final dos anos de 1970 a sua atividade desvia-se, para se centrar sobretudo na arquitetura, que sempre praticara em paralelo com o planeamento. Realiza o plano urbanístico e projetos de arquitetura (conjuntos habitacionais, creche e igreja) para o bairro da Nazaré, Funchal (com Pedro Botelho e Manuel Botelho); é autor de agências da Caixa Geral de Depósitos; projeta diversos edifícios para o Instituto Politécnico de Beja; etc.
Foi docente na Escola Superior de Belas-Artes de Lisboa entre Fevereiro de 1958 e Outubro de 1959 (afastado por razões de índole política).
Entre os colóquios e conferências em que participou podem destacar-se: Colóquio sobre Urbanismo, Lisboa, 1961 (Ministério das Obras Públicas); Colóquio Sobre a Proteção aos Lugares Históricos e da Paisagem, 1968 (delegado do Sindicato Nacional dos Arquitetos); Colóquio sobre Política da Habitação, Lisboa, 1969 (Ministério das Obras Públicas); Colóquio de Urbanismo, Câmara Municipal do Funchal, Funchal, 1969.
Entre 1955 e 1974 integrou os órgãos dirigentes do Sindicato Nacional dos Arquitetos.
Em 1994 foi eleito Membro Honorário da Associação dos Arquitetos Portugueses (atual Ordem dos Arquitetos). No dia 12 de junho de 2017 a Câmara Municipal do Funchal decidiu, por unanimidade, atribuir a Medalha de Mérito de Grau Ouro ao arquiteto José Rafael Botelho, que será alvo desta alta distinção no dia do concelho, que se assinala a 21 de agosto.

## Alguns planos e projetos

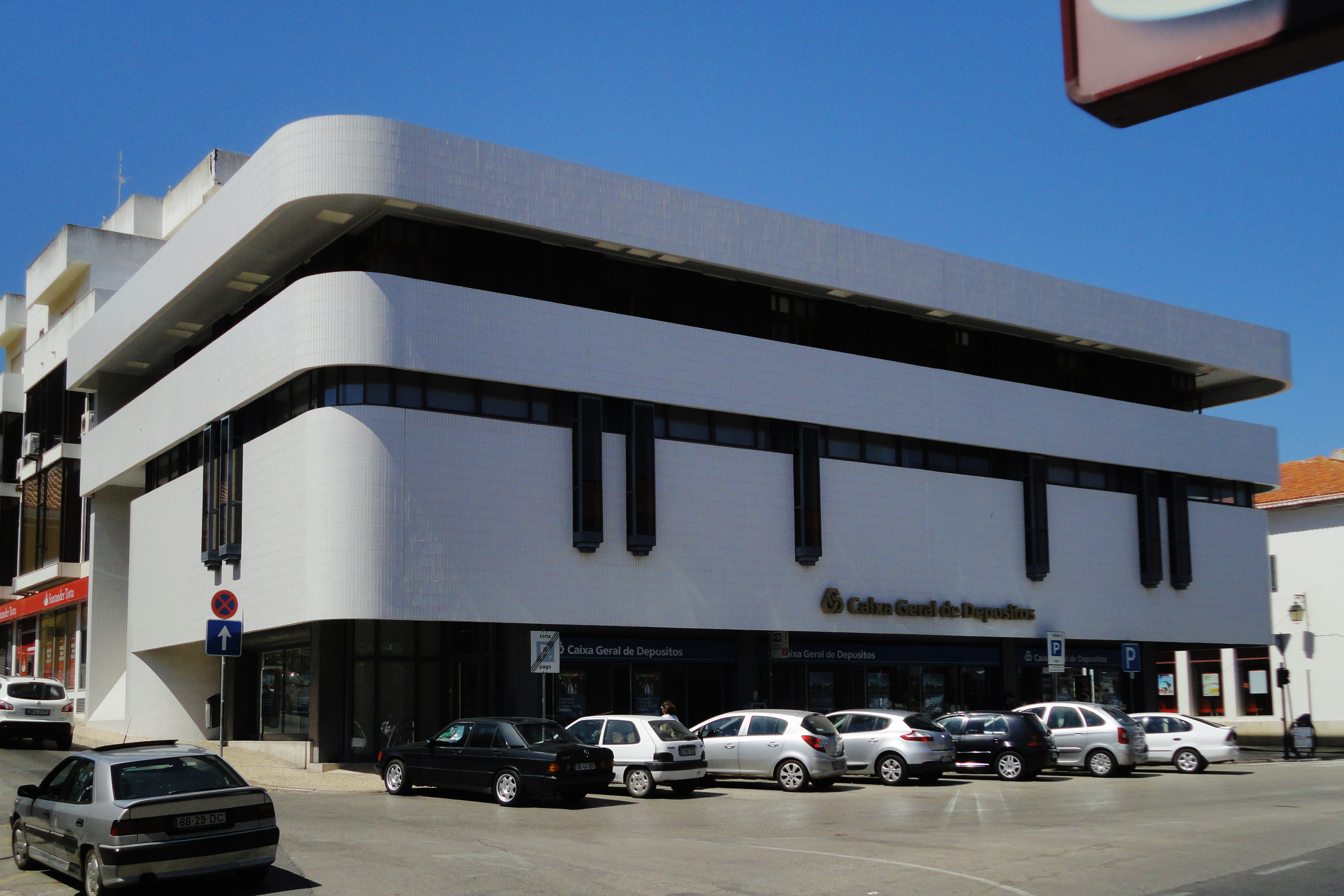
Agência da Caixa Geral de Depósitos, Portimão

- Plano de urbanização e projetos de edifícios de habitação, Unidade Residencial Satélite, Alfragide, Lisboa.[22]
- 1961 – Plano de Olivais Sul, Lisboa.[8]
- 1962 – Plano Base de Chelas, Lisboa.[8]
- 1964 – Plano Diretor do Parque Nacional da Península de Setúbal.[7]
- 1965 – Plano de Conservação e Valorização da Zona da Arrábida (homologado em 1967; não implementado).[7]
- 1969 – Plano Diretor da Cidade do Funchal, Madeira.[12]
- 1974 – Plano de Ordenamento Territorial do Distrito Autónomo de Ponta Delgada – Proposta-base.
- 1978-83 – Plano urbanístico e projetos de arquitetura (edifícios de habitação; escola; igreja; etc.), Bairro da Nazaré, Funchal.[23]
- Outros projetos de arquitetura – Piscinas Oceânicas, Lido, Funchal; Teatro e edifícios de habitação, Azeitão; Agência da Caixa Geral de Depósitos, Portimão (1976-79);[24] Agência da Caixa Geral de Depósitos, São Martinho do Bispo, Coimbra; Agência da Caixa Geral de Depósitos, Chamusca; edifício sede da Câmara Municipal de Aljustrel; Escola Superior de Educação, Beja; Edifício dos Serviços Comuns (refeitório, biblioteca, etc.), Instituto Politécnico de Beja.

### Instituto Politécnico de Beja

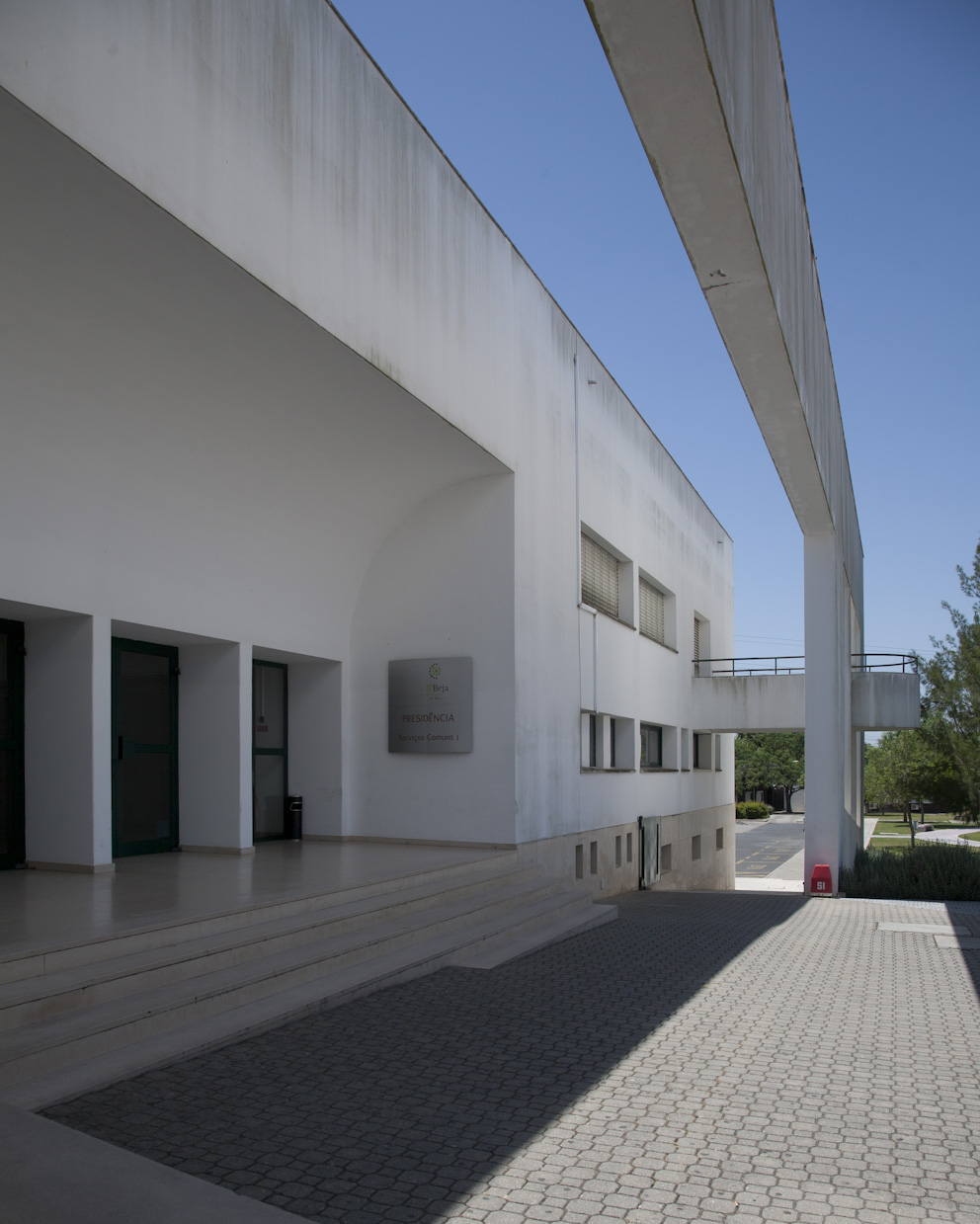
Presidência e Serviços Comuns
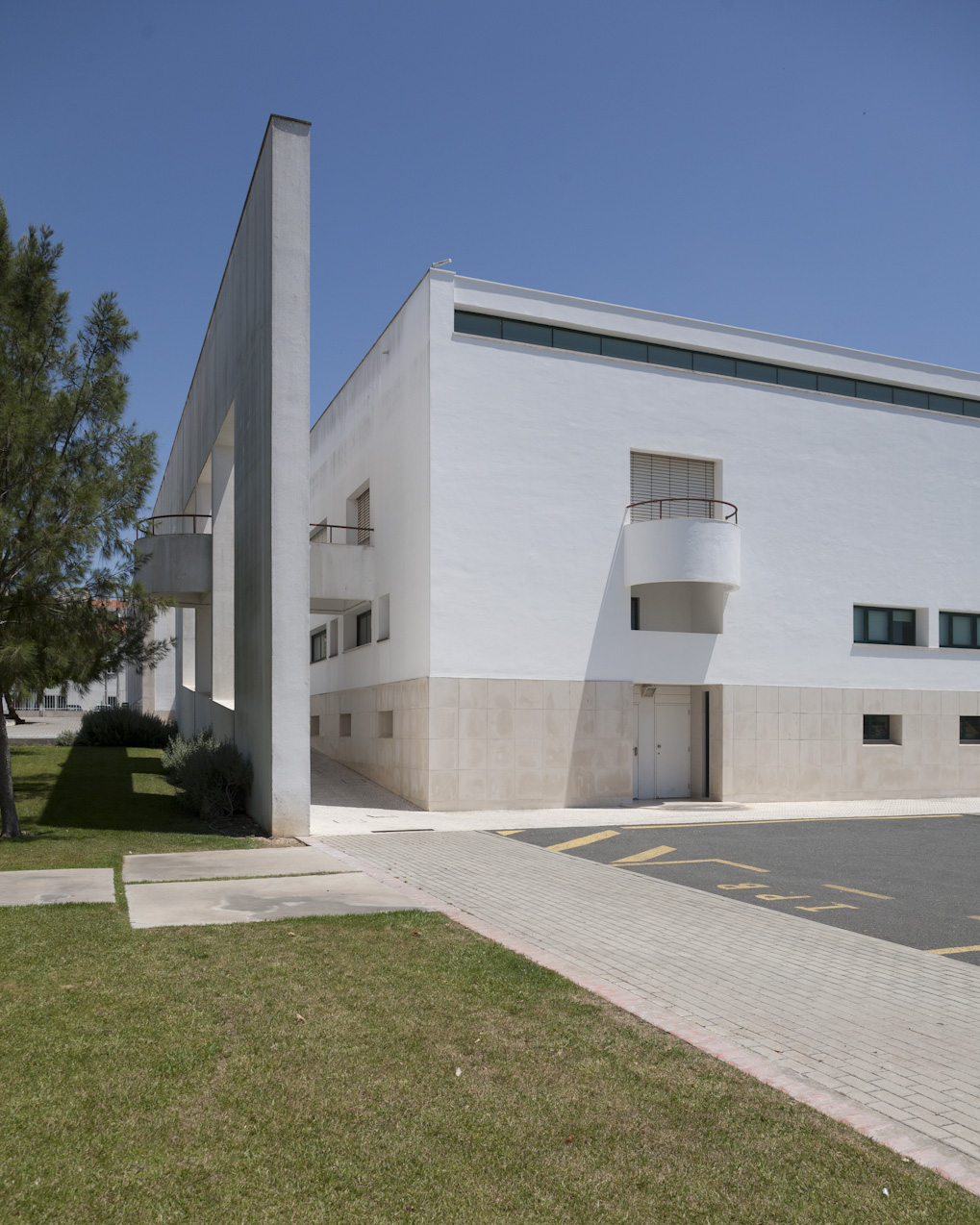
Presidência e Serviços Comuns
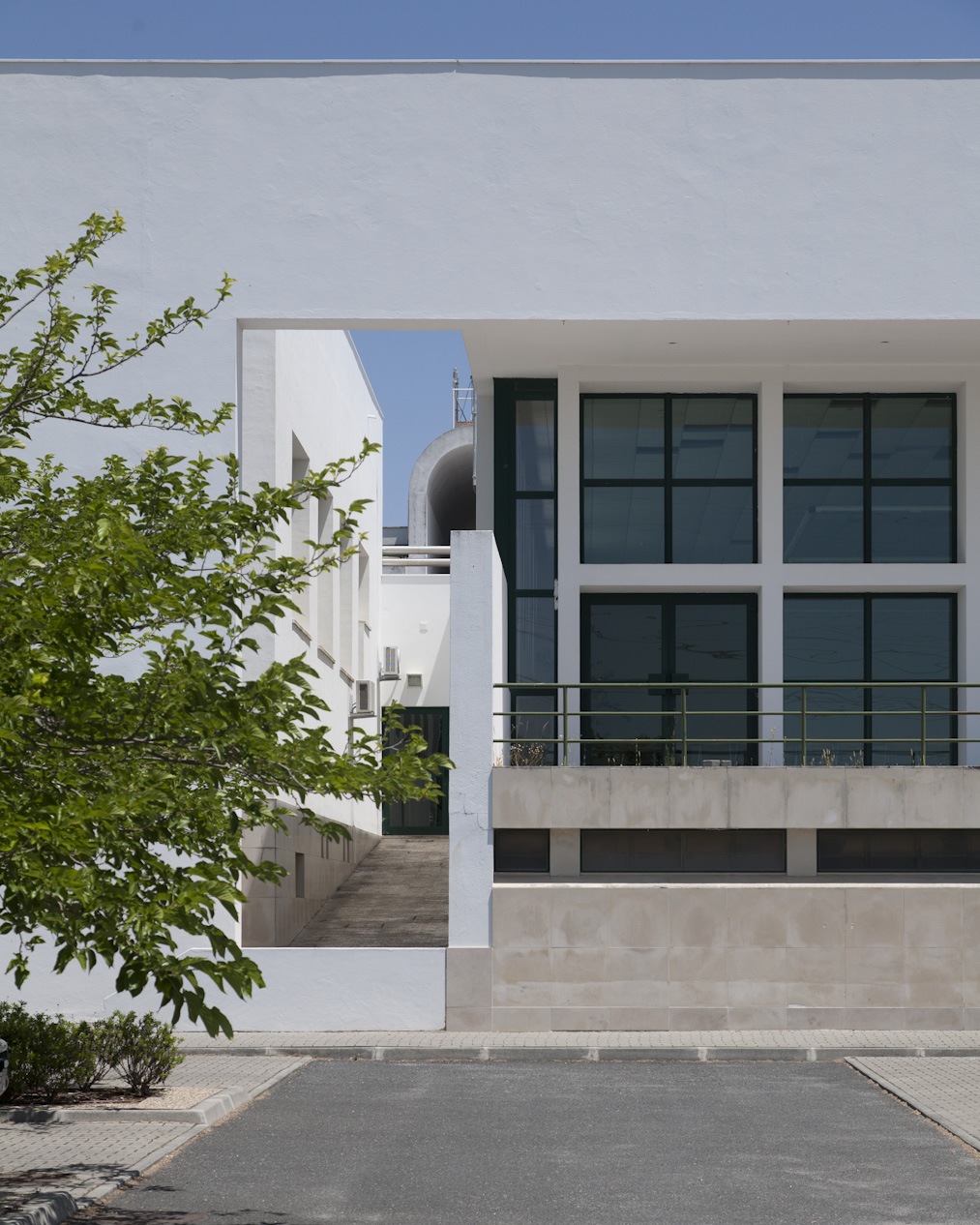
Presidência e Serviços Comuns
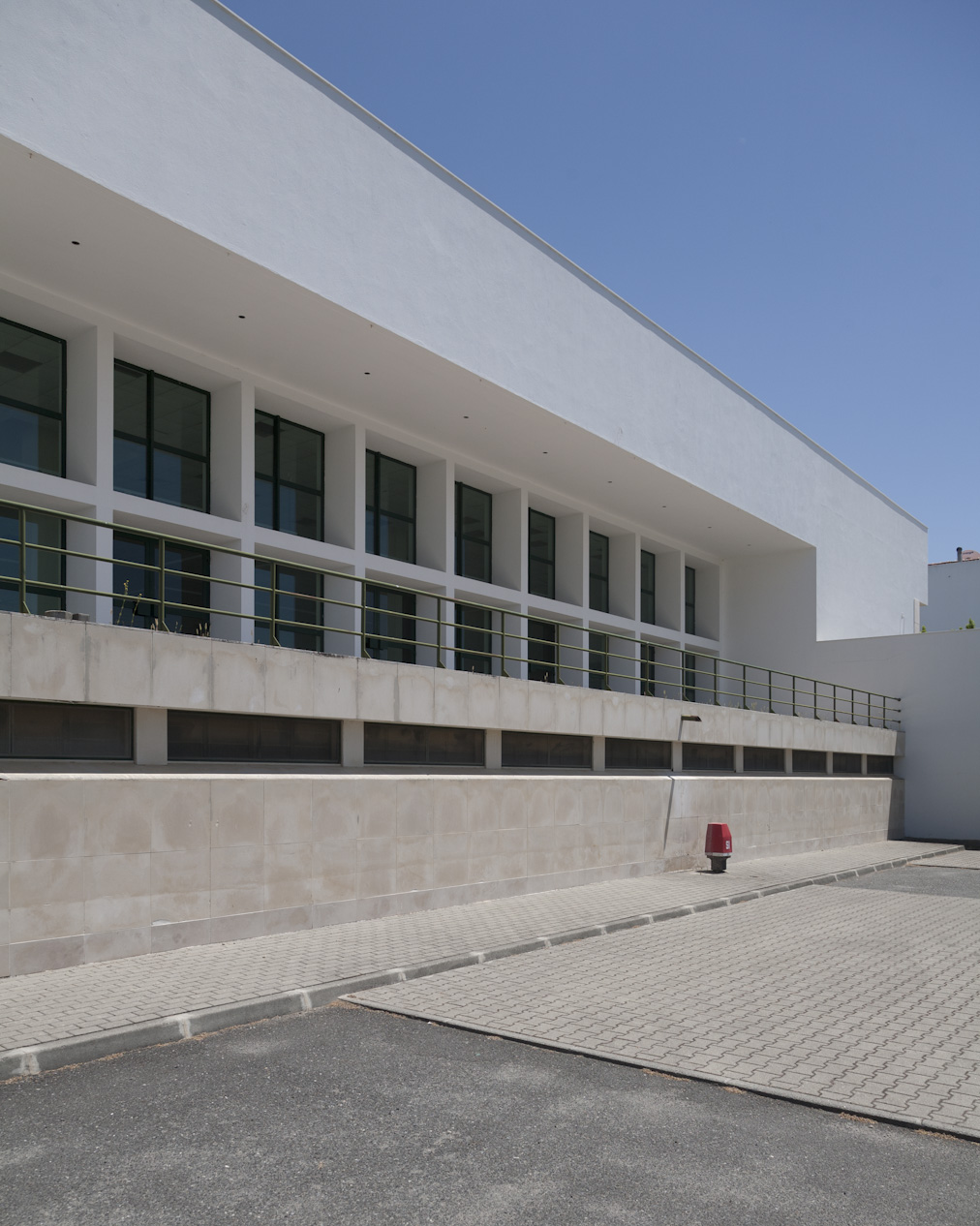
Presidência e Serviços Comuns
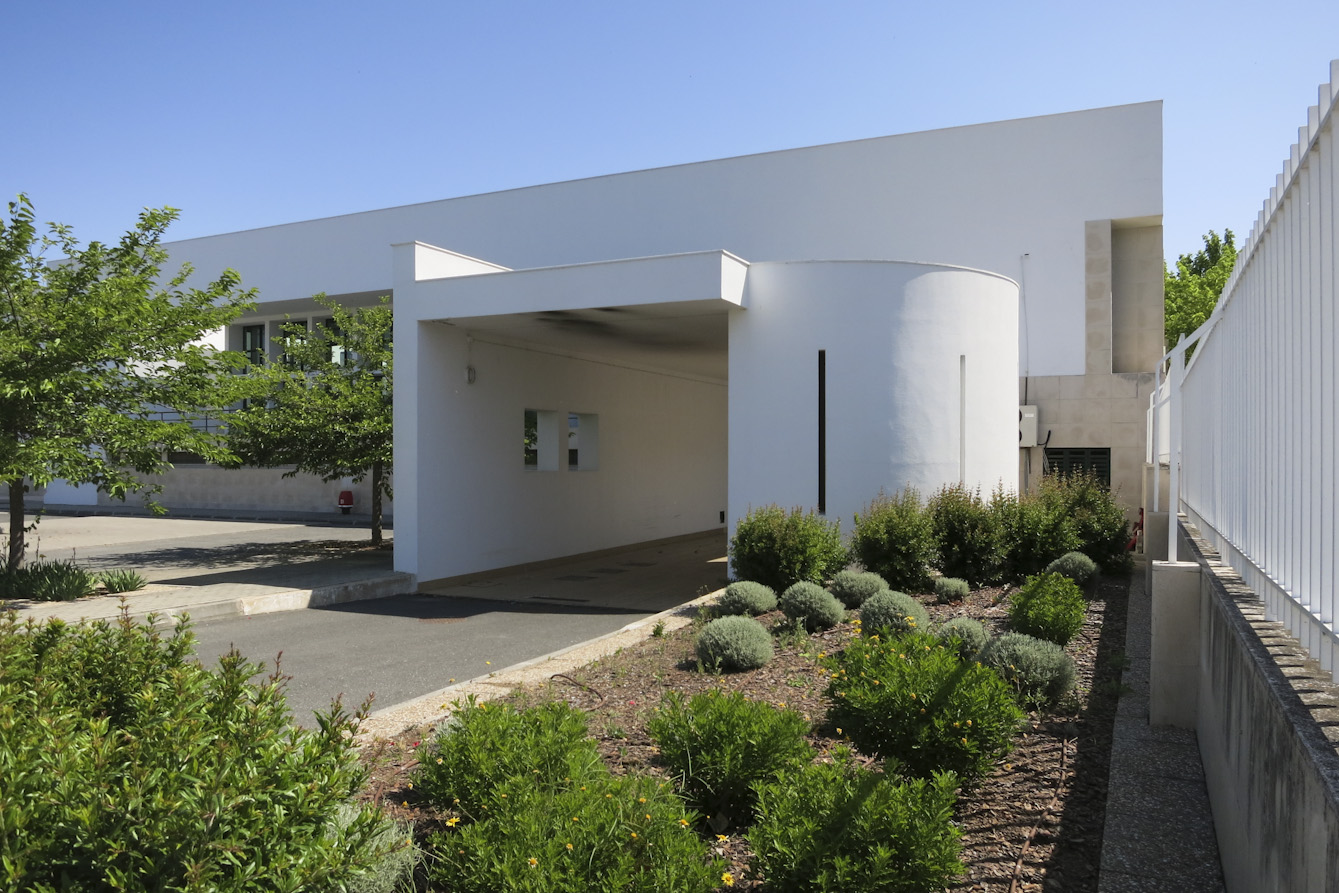
Presidência e Serviços Comuns
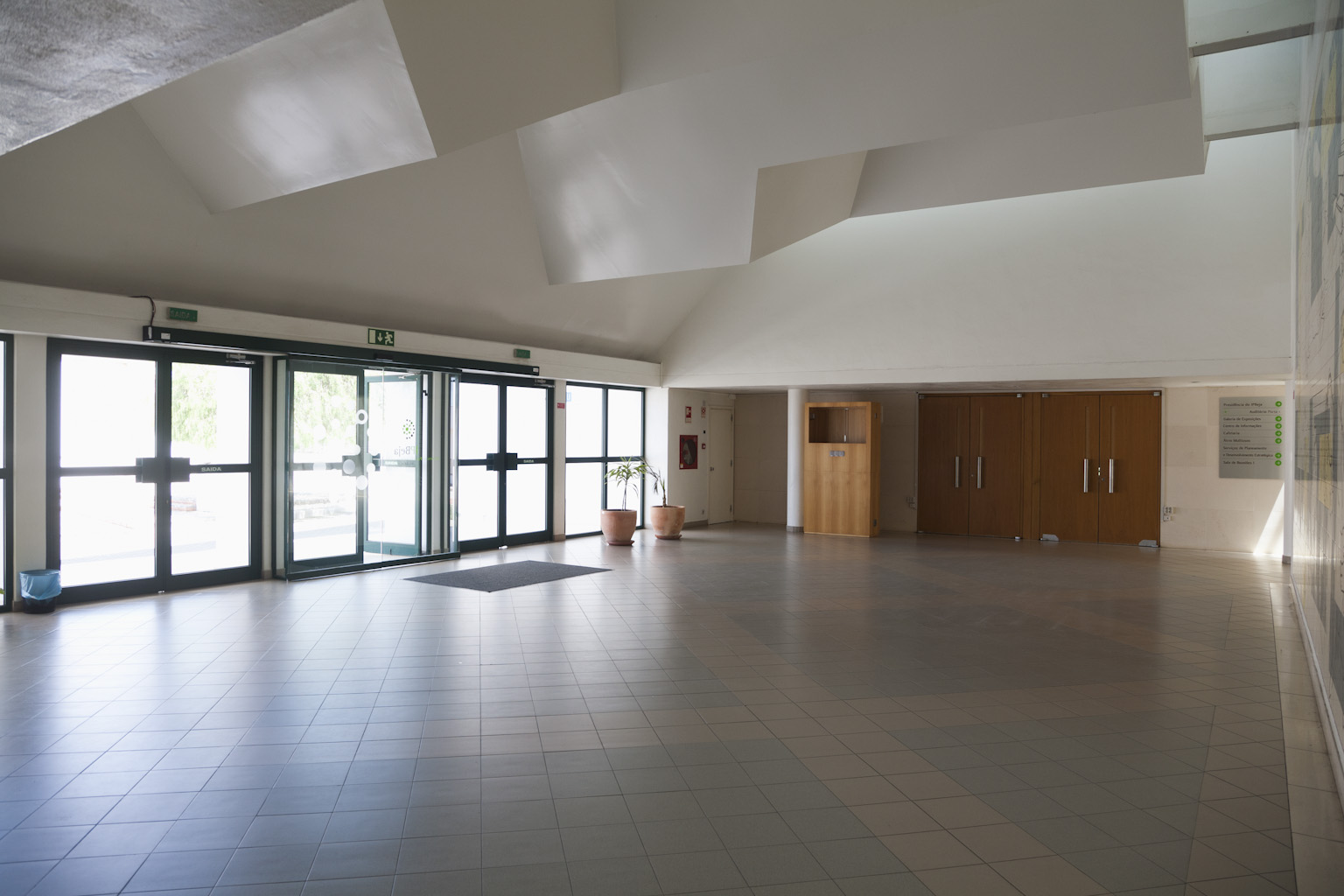
Presidência e Serviços Comuns
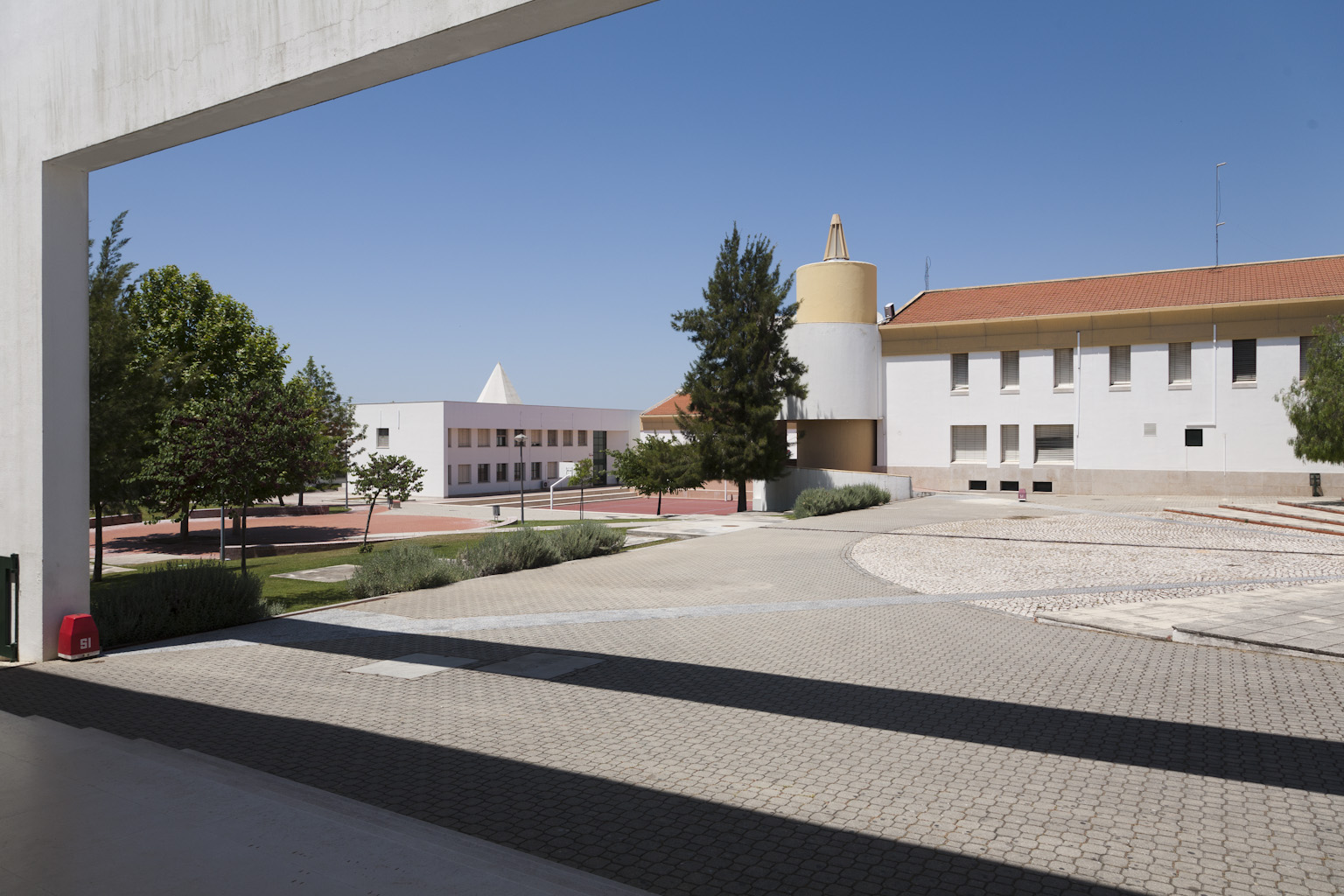
Escola Superior de Educação
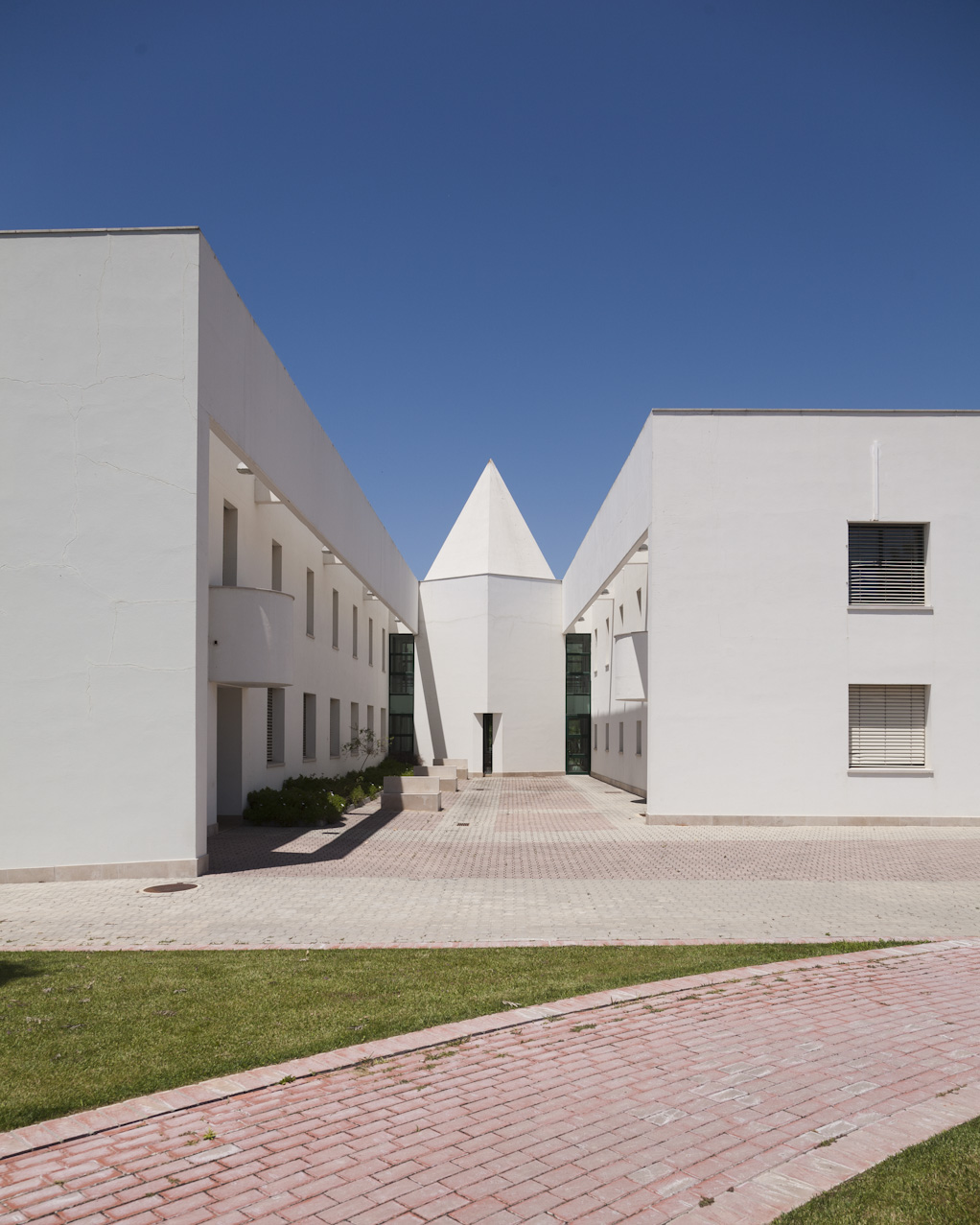
Escola Superior de Educação

## Algumas publicações
- Botelho, José Rafael – "A crítica e o melindre: os preconceitos de classe e a falta de moral social". In: revista Arquitetura, Agosto de 1952.[25]
- Botelho, José Rafael – "A exposição de arquitetura portuguesa em Londres". In: revista Arquitetura, Jan.-Fev. 1957.[25]
- Botelho, José Rafael – "As novas cidades inglesas ". Revista Binário, Jan. 1959.
- Botelho, José Rafael – "Problemas de urbanização: sua realização ao nível da organização municipal". In: A.A.V.V. – Colóquio sobre Urbanismo. Lisboa: Ministério das Obras Públicas/Direcção-Geral dos Serviços de Urbanização/Centro de Estudos de Urbanismo, 1961, p. 172-192. Também publicado na Revista Arquitetura nº 71, separata, Jul. 1961.
- Botelho, José Rafael – "Problemas de recreio e cultura no planeamento nacional". In: A.A.V.V. – Colóquio sobre Urbanismo. Lisboa: Ministério das Obras Públicas/Direcção-Geral dos Serviços de Urbanização/Centro de Estudos de Urbanismo, 1961, p. 250-268. Também in: revista Binário, Abril de 1961.
- Botelho, José Rafael; Dias, F. Silva; Machado, J. Reis. “Plano de Chelas: antecedentes”. In: boletim GTH (Gabinete Técnico da Habitação, Câmara Municipal de Lisboa), Março/Abril 1965.
- Botelho, José Rafael; Freitas, António Pinto de; Dias, Francisco da Silva; Barreto, Viana; Rego, Manuel Sena – "Développement Touristique et Mise en Valeur de la Côte d´Arrábida". Urbanisme, nº 87, 1965.
- Botelho, José Rafael – "Plano diretor do Parque Nacional da Península de Setúbal". Revista Arquitetura, Dez. 1965.[25]
- Botelho, José Rafael – "Desenvolvimento turístico e valorização da costa da Arrábida". In: revista Binário, Lisboa, Outubro de 1965.[25]
- Botelho, José Rafael – "Desenvolvimento turístico e valorização da costa da Arrábida". In: revista Binário, Lisboa, Novembro-Dezembro de 1965.[25]
- Botelho, José Rafael – "O plano diretor da cidade do Funchal". In: revista Arquitetura, Jan.-Mar.-Abril. 1970.
- Botelho, José Rafael – "Agência da Caixa Geral de Depósitos em Portimão". In: revista Arquitetura, Julho-Agosto 1983.